# 多禾茂乡
多禾茂乡，是中华人民共和国青海省黄南藏族自治州泽库县下辖的一个乡镇级行政单位。

## 行政区划
多禾茂乡下辖以下地区：
多禾日村牧委会、大格日村牧委会、加仓村牧委会、克宁村牧委会、曲麻日村牧委会、塔士乎村牧委会和秀加村牧委会。